# Zündschutzart
Die Zündschutzart ist eine Bezeichnung aus dem Explosionsschutz, die für verschiedene Konstruktionsprinzipien in diesem Bereich steht. Hinter jeder Zündschutzart steckt die Grundidee, das Risiko des gleichzeitigen Vorhandenseins einer explosionsfähigen Atmosphäre und von Zündquellen zu minimieren.
Explosionen treten auf, wenn eine explosionsfähige Atmosphäre von einer Zündquelle gezündet wird. Um die Explosion zu verhindern, muss dafür gesorgt werden, dass nicht alle notwendigen Komponenten gleichzeitig auftreten. Während beim primären Explosionsschutz das Vorhandensein der explosionsfähigen Atmosphäre verhindert werden soll, ist beim sekundären Explosionsschutz die Vermeidung von Zündquellen das Ziel. Für die verschiedenen Arten, auf die die Zündquellen verhindert werden können, sind verschiedene Zündschutzarten definiert worden, die in verschiedenen internationalen und europäischen Normen beschrieben sind. Innerhalb der Richtlinien der Europäischen Gemeinschaft werden diese ebenfalls herangezogen.
Für die verschiedenen Anwendungen werden zum einen Zündschutzarten für Gas- und Staubatmosphäre und zum anderen für elektrische und mechanische Betriebsmittel unterschieden.
Als Zündschutzarten stehen zur Verfügung:
für elektrische Betriebsmittel in Gas
- Eigensicherheit Ex i
- Druckfeste Kapselung Ex d
- Erhöhte Sicherheit Ex e
- Überdruckkapselung Ex p
- Ölkapselung Ex o
- Vergusskapselung Ex m
- Sandkapselung Ex q
- Zündschutzart für Zone 2 Ex n
- Spezielle Zündschutzart Ex s

für elektrische Betriebsmittel in Staub
- Überdruckkapselung Ex pD
- Eigensicherheit Ex iD
- Vergußkapselung Ex mD
- Schutz durch Gehäuse Ex tD

für nichtelektrische Betriebsmittel
- Schutz durch schwadenhemmende Kapselung Ex fr
- Druckfeste Kapselung Ex d
- Eigensicherheit Ex g
- Konstruktive Sicherheit Ex c
- Zündquellenüberwachung Ex b
- Überdruckkapselung Ex p
- Flüssigkeitskapselung Ex k

Die Konstruktions- und Baubedingungen für die einzelnen Zündschutzarten werden in Normen beschrieben.